# Sur le banc
Pour plus de détails, voir Fiche technique et Distribution.
Sur le banc est un film français réalisé par Robert Vernay et sorti en 1954. 
Il est inspiré d'une célèbre émission de Radio Luxembourg, créée en 1937 avec les deux mêmes principaux comédiens : Raymond Souplex et Jane Sourza.

## Synopsis
La Hurlette et Carmen forment un couple de clochards philosophes, qui goûte de simples plaisirs en compagnie du joyeux Sosthène. Comme dans les contes, La Hurlette apprend qu'il vient d'hériter d'une fortune rondelette pourvu qu'il se trouve un métier. À force de le chercher il y parvient et un banquet réunit les amis déshérités. Décidés à mener la grande vie, La Hurlette et Carmen perdent au casino de Cabourg tout l'héritage et se retrouvent toujours aussi philosophes sur leur banc favori.

## Fiche technique
- Titre : Sur le banc
- Réalisation : Robert Vernay, assisté de Jacques Planché et Yannick Andreï
- Scénario : Raymond Souplex
- Adaptation : Pierre Duflos
- Dialogues : Raymond Souplex
- Décors : Jean-Jacques Gambut
- Photographie : Jean Bachelet
- Opérateur : Roger Duculot, assisté de Guy Suzuki
- Maquette des décors : Eugène Delfau
- Son : Jean Bertrand
- Montage : Jacques Mavel, assisté de Janine Verneau
- Musique : Jean Wiener - Orchestre sous la direction d'Ernest Guillou (éditions : Fortin) - Chanson : Sur le banc
- Script-girl : Simone Pêche
- Maquillage : Boris de Fast
- Photographe de plateau : Henry Caruel
- Régisseurs : Tonio Sune, Raymond Dupont
- Régisseur adjoint : André Boudin
- Ensemblier : Guy Maugin
- Tournage dans les studios Photosonor à Courbevoie du 26 août au 25 septembre 1954
- Société de production : Boréal-Films
- Chef de production : René Lafuite
- Directeur de production : Robert Florat
- Pays de production :  France
- Distribution : Société Nouvelle de Films (Sonofilm)
- Format : noir et blanc - 1,37:1 - 35 mm - son mono
- Tirage L.T.C Saint-Cloud - Enregistrement Omnium sonore
- Caméra de location Chevereau
- Genre : comédie
- Durée : 90 min
- Date de sortie : 
  - France : 6 décembre 1954
- Visa d'exploitation : 15992
- Affiche : Duccio Marvasi (France)